# 莫藏和米尔蒙
莫藏和米尔蒙（法語：Mauzens-et-Miremont）是法国多尔多涅省的一个市镇，位于该省中部偏东南，属于萨拉拉卡内达区。该市镇总面积20.57平方公里，2009年时的人口为324人。

## 人口
莫藏和米尔蒙人口变化图示